# District Nazranovski
District Nazranovski (Russisch: Назра́новский райо́н) is een district in het westen van de Russische autonome deelrepubliek Ingoesjetië. Het district heeft een oppervlakte van 700 vierkante kilometer en een inwonertal van 87.851 in 2010. Het administratieve centrum bevindt zich in Nazran.
Bestuurlijk centrum: Magas

Steden: Karaboelak · Malgobek · Nazran

Districten: Dzjejrachski · Malgobekski · Nazranovski · Soenzjenski